# Turniej olimpijski w piłce siatkowej mężczyzn 2012/Mecz o 3. miejsce
Mecz o 3. miejsce turnieju olimpijskiego w piłce siatkowej mężczyzn podczas XXX Letnich Igrzysk Olimpijskich w Londynie został rozegrany 12 sierpnia.
O brąz na Olimpiadzie walczyły reprezentacje Bułgarii oraz Włoch.

## Bułgaria - Włochy
Niedziela, 12 sierpnia 2012 – 9:30 (UTC+1) • Earls Court Exhibition Centre, Londyn
Widzów: 12000
Czas trwania meczu: 118 minut
Sędziowie: Frans Loderus (Holandia) i Rolando Cholakian (Argentyna)
| Bułgaria                                       | 1:3                                                | Włochy                 |
| Władimir Nikołow 12 pkt Todor Aleksijew 12 pkt | (19:25, 25:23, 22:25, 21:25) raport P-2 raport P-3 | Cristian Savani 23 pkt |

| Poz.            | Nr | Zawodnik          | 1           | 2        | 3           | 4           | 5 | Pkt |
| --------------- | -- | ----------------- | ----------- | -------- | ----------- | ----------- | - | --- |
| R               | 1  | Georgi Bratojew   | 9 sześć     | 6 trzy   | 7 cztery    | 9 sześć     |   | 2   |
| P               | 7  | Todor Skrimow     | 7 cztery    | 4 jeden  | 5 dwa       | 7 cztery    |   | 6   |
| Ś               | 12 | Wiktor Josifow    | 8 pięć      | 5 dwa    | 6 trzy      | 8 pięć      |   | 11  |
| P               | 15 | Todor Aleksijew   | 4 jeden     | 7 cztery | 8 pięć      | 4 jeden     |   | 12  |
| Ś               | 18 | Nikołaj Nikołow   | 5 dwa       | 8 pięć   | 9 sześć     | 23 zmiana14 |   | 7   |
| A               | 19 | Cwetan Sokołow    | 6 trzy      |          | 20 zmiana11 | 6 trzy      |   | 11  |
| L               | 13 | Teodor Sałparow   | L           | L        | L           | L           |   |     |
| Zmiany          |    |                   |             |          |             |             |   |     |
| P               | 10 | Walentin Bratojew | 24 zmiana15 |          |             | 4 pusty     |   |     |
| A               | 11 | Władimir Nikołow  | 28 zmiana19 | 9 sześć  | 4 jeden     | 4 pusty     |   | 12  |
| Ś               | 14 | Teodor Todorow    |             |          |             | 5 dwa       |   |     |
| P               | 17 | Nikołaj Penczew   |             |          |             | 24 zmiana15 |   |     |
| Trener          |    |                   |             |          |             |             |   |     |
| Najden Najdenow |    |                   |             |          |             |             |   |     |

| Poz.          | Nr | Zawodnik           | 1        | 2           | 3           | 4           | 5 | Pkt |
| ------------- | -- | ------------------ | -------- | ----------- | ----------- | ----------- | - | --- |
| Ś             | 1  | Luigi Mastrangelo  | 8 pięć   | 4 jeden     | 8 pięć      | 8 pięć      |   | 3   |
| A             | 7  | Michał Łasko       | 6 trzy   | 8 pięć      | 6 trzy      | 6 trzy      |   | 18  |
| P             | 9  | Ivan Zaytsev       | 4 jeden  | 6 trzy      | 16 zmiana7  | 16 zmiana7  |   | 4   |
| P             | 11 | Cristian Savani    | 7 cztery | 9 sześć     | 7 cztery    | 7 cztery    |   | 23  |
| R             | 13 | Dragan Travica     | 9 sześć  | 5 dwa       | 9 sześć     | 9 sześć     |   | 1   |
| Ś             | 14 | Alessandro Fei     | 5 dwa    | 7 cztery    | 5 dwa       | 4 pusty     |   | 8   |
| L             | 16 | Andrea Bari        | L        | L           | L           | 4 pusty     |   |     |
| Zmiany        |    |                    |          |             |             |             |   |     |
| P             | 3  | Simone Parodi      |          | 18 zmiana9  | 4 jeden     | 4 jeden     |   | 8   |
| P             | 6  | Samuele Papi       |          | 20 zmiana11 |             | 20 zmiana11 |   |     |
| R             | 10 | Dante Boninfante   |          |             | 10 zmiana1  | 10 zmiana1  |   |     |
| Ś             | 15 | Emanuele Birarelli |          |             | 23 zmiana14 | 5 dwa       |   | 5   |
| L             | 17 | Andrea Giovi       | L        | L           | L           | L           |   |     |
| Trener        |    |                    |          |             |             |             |   |     |
| Mauro Berruto |    |                    |          |             |             |             |   |     |

| Rozkład punktów |
| --------------- |
|                 |

| Ustawienia wyjściowe drużyn                                                                                               |
| --- |
| \| Aleksijew N. Nikołow Sokołow Skrimow Josifow G. Bratojew Sałparow Zaytsev Fei Łasko Savani Mastrangelo Travica Bari \| |
| |
| Aleksijew N. Nikołow Sokołow Skrimow Josifow G. Bratojew Sałparow Zaytsev Fei Łasko Savani Mastrangelo Travica Bari       |

Statystyki meczowe
| Bułgaria | STATYSTYKI        | Włochy |
| 87       | MAŁE PUNKTY       | 98     |
| 47       | ATAK              | 49     |
| 13       | BLOK              | 10     |
| 1        | SERWIS            | 11     |
| 26       | BŁĘDY PRZECIWNIKA | 28     |